# Kernuitstap
De afschaffing van kernenergie of kernuitstap is een besluit van de overheid van een land om voortaan geen kernenergie meer te gebruiken en kernreactoren buiten bedrijf te stellen. Veelal heeft men daarbij enkel de opwekking van elektriciteit op het oog en blijven reactoren voor medische of wetenschappelijke toepassingen buiten beschouwing.
Twee landen hebben een volledige kernuitstap gerealiseerd: Italië in 1990 en Duitsland in 2023.
Een kernuitstap komt tegemoet aan bezorgdheden na rampen zoals Tsjernobyl en Fukushima en omtrent het kernafval. Anderzijds kan niet alle capaciteit vervangen worden door hernieuwbare energie, waardoor meer energie uit fossiele brandstoffen nodig is dan zonder kernuitstap en dus zo de energietransitie vertraagt.

## België

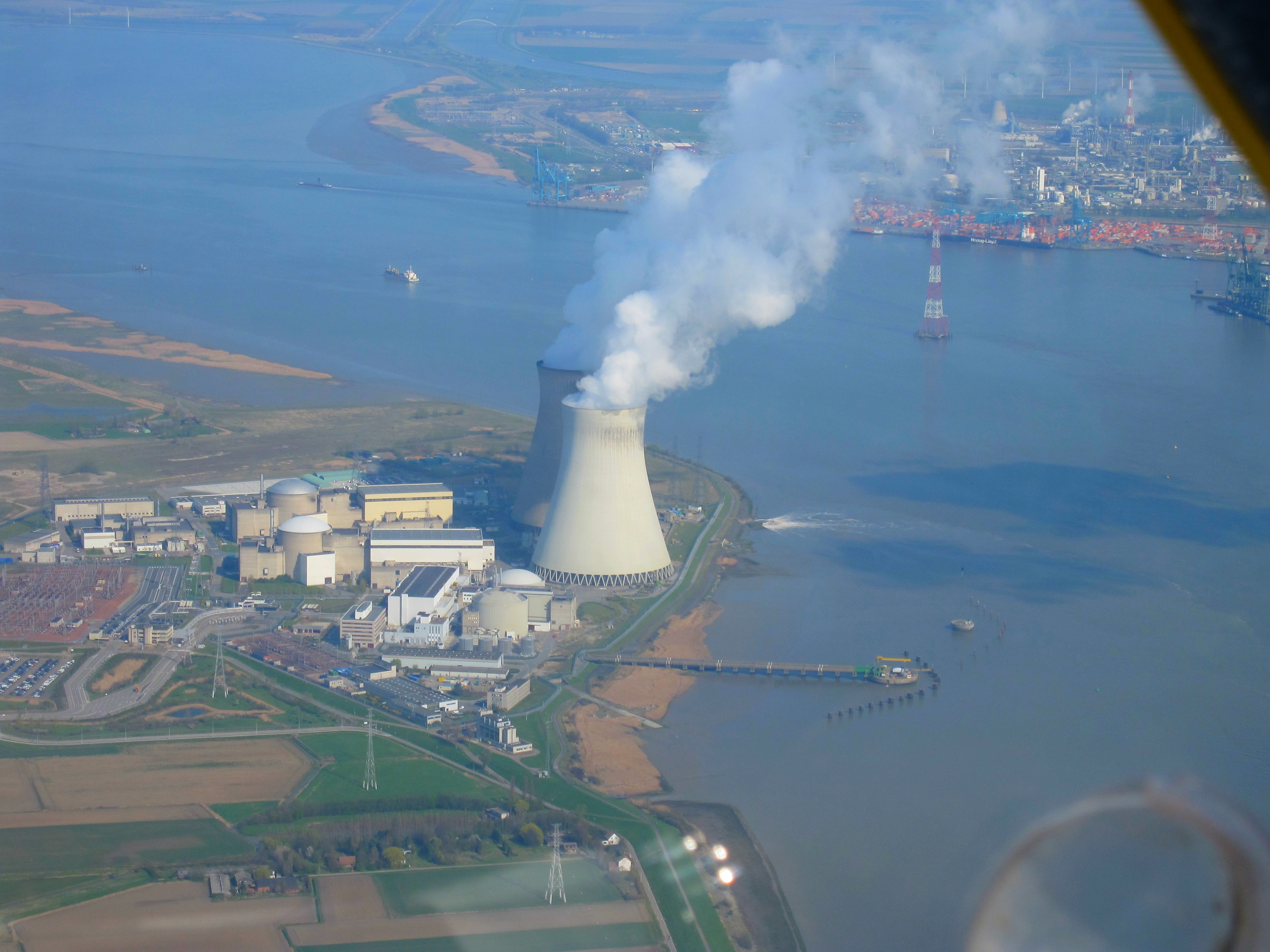
Kerncentrales in Doel

| Huidige elektriciteitsproductie in Belgische kerncentrales (Laatste update: 14 feb 2024) |         |
| Unit                                                                                     | Status  |
| Doel 2                                                                                   | 445 MW  |
| Doel 4                                                                                   | 1039 MW |
| Tihange 1                                                                                | 962 MW  |
| Tihange 3                                                                                | 1038 MW |

### Initiële kernuitstap (2003)
Op 31 januari 2003 is in België een wet aangenomen die een kalender vastlegt om het gebruik van kernenergie voor industriële elektriciteitsproductie af te bouwen. Daarmee voerde de paars-groene regering Verhofstadt I met staatssecretaris voor Energie Olivier Deleuze (Ecolo) een maatregel uit die in het regeerakkoord van 1999 was opgenomen op vraag van de groene partijen. Volgens de wet mogen er geen nieuwe kernreactoren worden gebouwd en moet de productie van de bestaande reactoren te Doel en Tihange gestopt worden 40 jaar na hun ingebruikname. 
Op de kernuitstap kwam veel tegenstand omdat niet meteen duidelijk was waardoor kernergie, dat op dat moment zorgde voor 60% van de elektriciteit verbruikt in België, vervangen zou worden. Ook regeringspartij VLD, die in de regering-Verhofstadt II verder ging zonder de groenen, wou de wet op de kernuitstap liever zien verdwijnen.

### Eerste (pogingen tot) verlengingen
In 2007 schreef Yves Leterme in zijn formateursnota dat de kerncentrales langer open moeten blijven, maar het voorstel haalde het niet in de onderhandelingen voor de regering-Leterme I. Wel werd een extra onderzoeksrapport gevraagd aan de GEMIX, een "expertengroep voor de studie van de energiemix". Hun rapport beval aan om de sluiting van de drie oudste reactoren met 10 jaar uit te stellen, tot 2025, en de vier jongste met 20 jaar uit te stellen, tot 2045.
Op 22 oktober 2009 ondertekenden de regering-Van Rompuy en GDF SUEZ een akkoord waardoor de drie oudste reactoren een levensduur van 50 jaar zouden krijgen in ruil voor het belasten van de nucleaire rente. Door de val van de regering kon dit akkoord, dat een wetswijziging vereiste, niet worden uitgevoerd. 
Toen de regering-Di Rupo was aangetreden, kwam haar staatssecretaris voor Energie Wathelet op 27 juni 2012 naar buiten met een nieuw plan. Als onderdeel hiervan was een compromis over de kernuitstap opgenomen waardoor de met GDF Suez overeengekomen verlenging van de drie oudste reactoren, met name Doel 1, Doel 2 en Tihange 1, voor de helft zou worden doorgevoerd. De aangepaste kalender werd op 20 juli 2012 in grote lijnen aanvaard door de ministerraad. Maar alvorens hij in een wettekst kon worden gegoten, kwamen technische mankementen op de reactorvaten van Tihange 2 en Doel 3 aan het licht die de haalbaarheid ervan mogelijk zouden doorkruisen. Tegen het einde van de regeerperiode werd het Plan Wathelet toch in zijn oorspronkelijke vorm gestemd. Wathelet werkte een nieuw subsidiesysteem voor gascentrales uit, maar dit werd door de Europese Commissie afgekeurd als illegale staatssteun.
De volgende regering-Michel I kondigde in 2014 aan dat imminente sluiting van Doel 1 & 2 met tien jaar zou worden verlengd, zodat deze reactoren tot 2025 zouden kunnen blijven werken. Omdat het wetgevend werk niet op tijd klaar was, werd Doel 1 op 15 februari 2015 stilgelegd, zoals voorzien in de initiële wet van 2003. Doel 2 volgde op 1 december. Na het aannemen van de wet omtrent de levensduurverlenging op 30 november 2015, werd Doel 2 op 24 december 2015 weer aan het net gekoppeld en Doel 1 op 30 december 2015.
In 2018 maakte de federale regering (met MR-energieminister Marie-Christine Marghem) werk van een capaciteitsremuneratiemechanisme (CRM), een veiling voor subsidies aan projecten die productiecapaciteit moet opleveren ter vervanging van de kerncentrales. De Europese Commissie dient zo'n systeem goed te keuren onder de staatssteunregels, wat tegen februari 2020 nog niet in orde was.

### Regering-De Croo (2020-2025)
Het regeerakkoord van de regering-De Croo bevestigde in september 2020 de kernuitstap tegen 2025, maar met een "plan B" om tot 2 GW aan capaciteit te behouden mocht tegen november 2021 blijken dat dit nodig is voor bevoorradingszekerheid. Engie benadrukte de behoefte aan duidelijkheid of ze met een mogelijke verlenging moeten rekening houden en ging ten slotte vanaf februari 2021 uit van een definitieve kernuitstap tegen 2025. Minister van Energie Tinne Van der Straeten (Groen) zette alles op alles om de kernuitstap te realiseren. Er dienden tijdig gascentrales gebouwd te worden om de kerncentrales te vervangen. Het CRM werd aangepast en kreeg goedkeuring van de Europese Commissie in augustus 2021, op voorwaarde dat de kernuitstap zoals gepland werd gerealiseerd. Dit deed de deur dicht voor plan B. In oktober 2021 kreeg Engie/Electrabel binnen het CRM-veilingsysteem subsidies toegekend voor de bouw van een gascentrale in Vilvoorde (796,25 MW) en in Awirs (803,35 MW). De kernuitstap leek hiermee in orde te komen.
De provincie en de Vlaamse overheid (met N-VA-minister Zuhal Demir) weigerden echter de vergunning voor de gascentrale in Vilvoorde, waardoor tegen december 2021 de kernuitstap toch onzeker bleek. Op aandringen van federaal regeringspartij MR onderzocht het FANC tegen januari 2022 of een verlenging van de kernuitstap nog haalbaar zou zijn. Het FANC stelde dat een verlenging mogelijk is als hier onmiddellijk werk van wordt gemaakt. Intussen werd de CRM-wet aangepast zodat makkelijker andere projecten konden worden gesubsidieerd bij problemen met vergunningen.
In februari 2022, naar aanleiding van de Russische inval in Oekraïne, werd een kernuitstap in 2025 met een vervanging door gascentrales onhoudbaar. Op 1 april 2022 werd aangekondigd dat het sluiten van Doel 4 en Tihange 3 met tien jaar zal worden uitgesteld. Tegen januari 2023 bereikte de regering een akkoord met uitbater Engie over de verlenging. Volgens een op 18 mei 2023 door milieugroepen ingediend veiligheidsrapport zou bij die verlenging echter ‘het risico na een kernramp met een factor 2 miljoen zijn onderschat’. In december 2023 ondertekenden de regering en Engie het definitieve akkoord waarmee de twee kerncentrales 10 jaar langer open blijven.
Zoals voorzien in de wet werd in september 2022 Doel 3 stopgezet en werd op 31 januari 2023 Tihange 2 stopgezet. De effectieve ontmanteling zal pas binnen enkele jaren kunnen starten.

### Regering-De Wever (2025-heden)
De regering-De Wever plant een schrapping van de wet op de kernuitstap.
- Er worden onderhandelingen met Engie opgestart om reactoren Doel 4 en Tihange 3 niet met 10 jaar (zoals reeds beslist) maar met 20 jaar te verlengen (tot 2045 dus).
- De regering wil ook de mogelijkheid van nieuwe kerncentrales onderzoeken.

### Overzicht
| Kernreactor | Vermogen (2012) | Datum van ingebruikname | Sluitingsdatum wet 2003 | Sluitingsdatum protocolakkoord 2009 | Sluitingsdatum wetswijziging 2013 | Sluitingsdatum wetswijziging 2015 | Sluitingsdatum wetswijziging 2022 |
| ----------- | --------------- | ----------------------- | ----------------------- | ----------------------------------- | --------------------------------- | --------------------------------- | --------------------------------- |
| Doel 1      | 433 MW          | 15 februari 1975        | 15 februari 2015        | 15 februari 2025                    | 15 februari 2015                  | 15 februari 2025                  | 15 februari 2025                  |
| Tihange 1   | 962 MW          | 1 oktober 1975          | 1 oktober 2015          | 1 oktober 2025                      | 1 oktober 2025                    | 1 oktober 2025                    | 1 oktober 2025                    |
| Doel 2      | 433 MW          | 1 december 1975         | 1 december 2015         | 1 december 2025                     | 1 december 2015                   | 1 december 2025                   | 1 december 2025                   |
| Doel 3      | 1006 MW         | 1 oktober 1982          | 1 oktober 2022          | 1 oktober 2022                      | 1 oktober 2022                    | 1 oktober 2022                    | 1 oktober 2022                    |
| Tihange 2   | 1008 MW         | 1 februari 1983         | 1 februari 2023         | 1 februari 2023                     | 1 februari 2023                   | 1 februari 2023                   | 1 februari 2023                   |
| Doel 4      | 1038 MW         | 1 juli 1985             | 1 juli 2025             | 1 juli 2025                         | 1 juli 2025                       | 1 juli 2025                       | 1 juli 2035                       |
| Tihange 3   | 1046 MW         | 1 september 1985        | 1 september 2025        | 1 september 2025                    | 1 september 2025                  | 1 september 2025                  | 1 september 2035                  |

Vet = verlenging tegenover vorige wettelijke sluitingsdatum (protocolakkoord dus niet meegerekend)
Rood = dicht volgens laatst vermelde sluitingsdatum

## Duitsland

Opwekking van elektriciteit in Duitsland per bron (1990 - 2020)

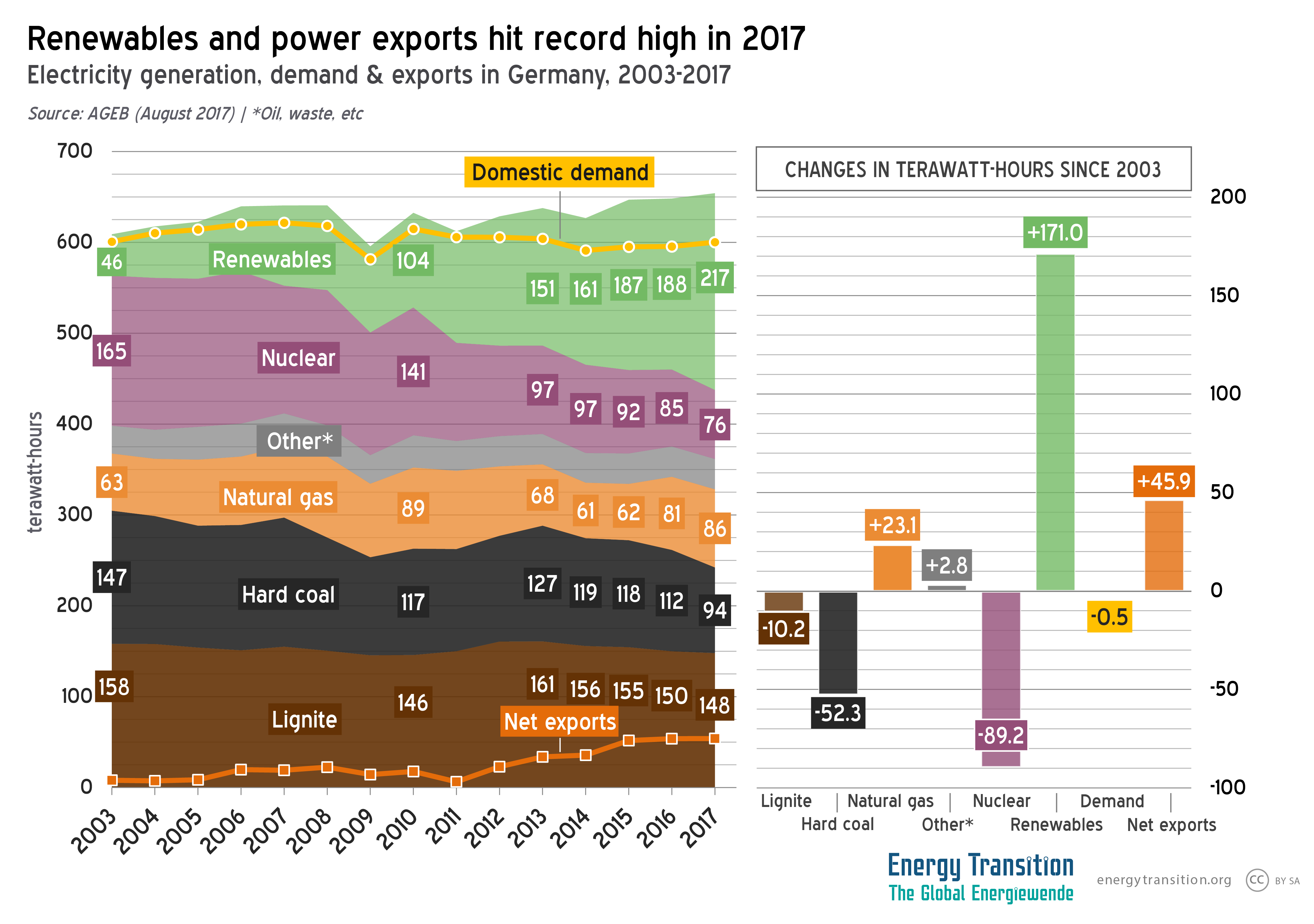
Productie, de vraag en de export van elektriciteit in Duitsland, 2003-2

In Duitsland sloot de rood-groene regering-Schröder I op 14 juni 2000 een akkoord met de stroomproducenten dat voorzag in een gefaseerde sluiting van de actieve kerncentrales. Dit akkoord werd wettelijk verankerd op 1 maart 2002.
Onder de regering-Merkel II werd daarop teruggekomen. Via een wetswijziging van 28 oktober 2010 kregen de kerncentrales een looptijdverlenging. Na de kernramp van Fukushima werd deze verlenging echter weer ongedaan gemaakt. Acht kerncentrales werden onmiddellijk stilgelegd en een nieuwe wetswijziging van 5 augustus 2011 zocht terug aansluiting bij de oorspronkelijke kalender. De laatste centrales zouden in 2022 worden gestopt. Wegens de energiecrisis werd deze afsluiting van de laatste centrales uitgesteld tot 16 april 2023.
| Kernreactor              | Vermogen (MWe) | Ingebruik- name | Sluiting         | Status | Uitbater           |
| ------------------------ | -------------- | --------------- | ---------------- | ------ | ------------------ |
| AVR (Jülich) (AVR)       | 13             | 1967            | 31 december 1988 |        |                    |
| Biblis-A (KWB A)         | 1167           | 1974            | 6 augustus 2011  |        | RWE                |
| Biblis-B (KWB B)         | 1240           | 1976            | 6 augustus 2011  |        | RWE                |
| Brokdorf (KBR)           | 1410           | 1986            | 31 december 2021 |        | Vattenfall en E.ON |
| Brunsbüttel (KKB)        | 771            | 1976            | 6 augustus 2011  |        | Vattenfall en E.ON |
| Emsland (KKE)            | 1329           | 1988            | 16 april 2023    |        | RWE                |
| Grafenrheinfeld (KKG)    | 1275           | 1981            | 27 juni 2015     |        | E.ON               |
| Greifswald-1 (KGR 1)     | 408            | 1973            | 14 februari 1990 |        | Energiewerke Nord  |
| Greifswald-2 (KGR 2)     | 408            | 1974            | 14 februari 1990 |        | Energiewerke Nord  |
| Greifswald-3 (KGR 3)     | 408            | 1977            | 28 februari 1990 |        | Energiewerke Nord  |
| Greifswald-4 (KGR 4)     | 408            | 1979            | 22 juli 1990     |        | Energiewerke Nord  |
| Greifswald-5 (KGR 5)     | 408            | 1989            | 24 november 1989 |        | Energiewerke Nord  |
| Grohnde (KWG)            | 1360           | 1984            | 31 december 2021 |        | E.ON               |
| Gundremmingen-A (KRB A)  | 237            | 1966            | 13 januari 1977  |        | RWE en E.ON        |
| Gundremmingen-B (GUN-B)  | 1284           | 1984            | 31 december 2017 |        | RWE en E.ON        |
| Gundremmingen-C (GUN-C)  | 1288           | 1984            | 31 december 2021 |        | RWE en E.ON        |
| HDR Großwelzheim         | 25             | 1969            | 20 april 1971    |        |                    |
| Isar-1 (KKI 1)           | 878            | 1977            | 6 augustus 2011  |        | E.ON               |
| Isar-2 (KKI 2)           | 1410           | 1988            | 16 april 2023    |        | E.ON en SWM        |
| KNK II                   | 17             | 1978            | 23 augustus 1991 |        |                    |
| Krümmel (KKK)            | 1346           | 1983            | 6 augustus 2011  |        | Vattenfall en E.ON |
| Lingen (KWL)             | 183            | 1968            | 5 januari 1979   |        | VEW/RWE            |
| Mülheim-Kärlich (KMK)    | 1219           | 1986            | 9 september 1988 |        | RWE                |
| MZRK                     | 52             | 1966            | 3 mei 1984       |        |                    |
| Neckarwestheim-1 (GKN 1) | 785            | 1976            | 6 augustus 2011  |        | EnBW               |
| Neckarwestheim-2 (GKN 2) | 1310           | 1989            | 16 april 2023    |        | EnBW               |
| Niederaichbach (KKN)     | 100            | 1973            | 21 juli 1974     |        | Bayernwerk         |
| Obrigheim (KWO)          | 340            | 1968            | 11 mei 2005      |        | EnBW               |
| Philippsburg-1 (KKP 1)   | 890            | 1979            | 6 augustus 2011  |        | EnBW               |
| Philippsburg-2 (KKP 2)   | 1402           | 1984            | 31 december 2019 |        | EnBW               |
| Rheinsberg (KKR)         | 62             | 1966            | 1 juni 1990      |        | Energiewerke Nord  |
| Stade (KKS)              | 640            | 1972            | 14 november 2003 |        | E.ON               |
| THTR-300                 | 296            | 1985            | 20 april 1988    |        | HKG/VEW            |
| Unterweser (KKU)         | 1345           | 1978            | 6 augustus 2011  |        | E.ON               |
| Kahl                     | 15             | 1961            | 25 november 1985 |        | VAK                |
| Würgassen (KWW)          | 640            | 1971            | 26 augustus 1994 |        | E.ON               |

## Italië
Italië is het eerste land dat een volledige kernuitstap heeft doorgevoerd. Het land had sedert de jaren 60 een bescheiden nucleaire industrie, met vier atoomcentrales in bedrijf. Na de Tsjernobylramp werd een volksraadpleging gehouden (1987) die kernenergie verwierp. De laatste twee kerncentrales werden in 1990 gesloten. In 2009 werd een wet goedgekeurd die een herinstap mogelijk moest maken, maar in een referendum in 2011 sprak de bevolking zich uit voor een behoud van het bestaande embargo.

## Andere landen
Zwitserland heeft een kernuitstap aangekondigd tegen 2034. Na een referendum in 2017 veranderde dit en werd enkel van nieuwbouw afgezien, bestaande centrales mogen blijven draaien.
Het Zweedse Parlement besloot in 1980 om de bouw van nieuwe kerncentrales te verbieden en het aandeel van kernenergie tegen 2000 te laten uitdoven. Deze termijn werd eerst verlengd tot 2010 en daarna compleet afgeschaft. In 2010 sneuvelde vervolgens het verbod op nieuwbouw, zodat de bestaande centrales vervangen kunnen worden.
In 2015 werd in Frankrijk de wet betreffende de Energietransitie goedgekeurd. In deze wet zijn de doelstellingen opgenomen om de energietransitie te verwezenlijken, de onafhankelijkheid op energiegebied versterken, de volksgezondheid en het milieu behouden en strijden tegen de klimaatverandering. Als onderdeel van de plannen zou het aandeel van kernenergie in de nationale elektriciteitsproductie worden verlaagd van 75% naar 50% in 2035. In 2021 kondigde Frankrijk aan op dit besluit te zullen terugkomen en wil het miljarden investeren in nieuwe kerncentrales.